# Muji
 (mai 2018).
Si vous disposez d'ouvrages ou d'articles de référence ou si vous connaissez des sites web de qualité traitant du thème abordé ici, merci de compléter l'article en donnant les références utiles à sa vérifiabilité et en les liant à la section « Notes et références ».
Muji (無印良品, Mujirushi Ryōhin, littéralement « pas de marque, bon produit » soit « de la qualité sans marque ») est une enseigne de magasins japonais, née à Tokyo en 1980 appartenant à l'entreprise Ryohin Keikaku Co., Ltd. (株式会社良品計画, Kabushiki-gaisha Ryōhin Keikaku). Elle propose une large gamme d'articles pour la maison caractérisés par leurs lignes minimalistes, provenant du recyclage évitant ainsi le gaspillage dans sa production et son packaging sans être estampés de logos. Les produits vendus vont du stylo bille aux casseroles de cuisine passant par une ligne vestimentaire. Récemment, Muji s'est même lancé dans la construction de maisons.
Muji possède des magasins et des points de vente dans de nombreuses villes du monde : Londres, Paris, Hong Kong, New York, Milan, Singapour, Taipei, etc.

## Historique
Muji arrive en France avec l'ouverture d'une boutique rue Saint-Sulpice à Paris le 8 octobre 1998.
En janvier 2018, Muji possède sept boutiques en France, une à Lyon dans le Centre Commercial La Part-Dieu et les six autres à Paris.

## Implantation
En plus de ses grands et petits commerces de détail au Japon, Muji a trois magasins d'usine à Osaka, Fukuoka et Gotenba. Au Japon, Muji exploite directement 212 magasins et approvisionne 127 points de vente, à fin février 2010.
À l'international, en décembre 2010, on compte des points de vente au Royaume-Uni (14), en France (13), Italie (5), Allemagne (4), Irlande (1), Suède (6), Norvège (7), Espagne (4), Turquie (2), aux États-Unis (4), à Hong Kong (9), Singapour (4), en Corée du Sud (9), Chine (13), à Taïwan (17), en Thaïlande (7), Indonésie (2), Pologne (1), au Portugal (1) et aux Philippines (2). À New York, Muji fournit des produits à un magasin de design au Musée d'Art Moderne ainsi qu'à son magasin amiral (flagstore). La chaîne de magasins compte 285 magasins au Japon, employant environ 3400 employés.

## Produits
Muji a débuté son activite avec seulement 40 produits dans les années 1980. À la fin des années 2000, Muji vendait plus de 7 000 produits différents.
Parmi ses articles figurent des stylos, crayons, cahiers, unités de rangement, vêtements, appareils de cuisine, produits alimentaires et produits d’entretien domestique. Muji a également créé une automobile. Les magasins Muji, comme celui de New York, sont vastes et proposent presque l’ensemble de la gamme disponible. L’activité principale inclut aussi Café Muji, Meal Muji, Muji Campsite, un service de fleuriste et d’ameublement domestique ; l’entreprise s’est également lancée dans des projets architecturaux tels que Muji House.
Muji se positionne comme une marque « à prix raisonnable », maintenant les prix de vente « inférieurs à la normale » grâce au choix des matériaux, à la rationalisation des processus de fabrication et à la réduction du packaging. En avril 2019, Muji a ouvert son plus grand magasin à Ginza, au Japon, avec, au sixième étage, l’Atelier Muji Ginza.
Muji a aussi ouvert des hôtels à Shenzhen, Pékin et Ginza (Tokyo).

## La Marque sans Marque
Mujirushi Ryohin signifie « produits de qualité sans marque ».

## Design

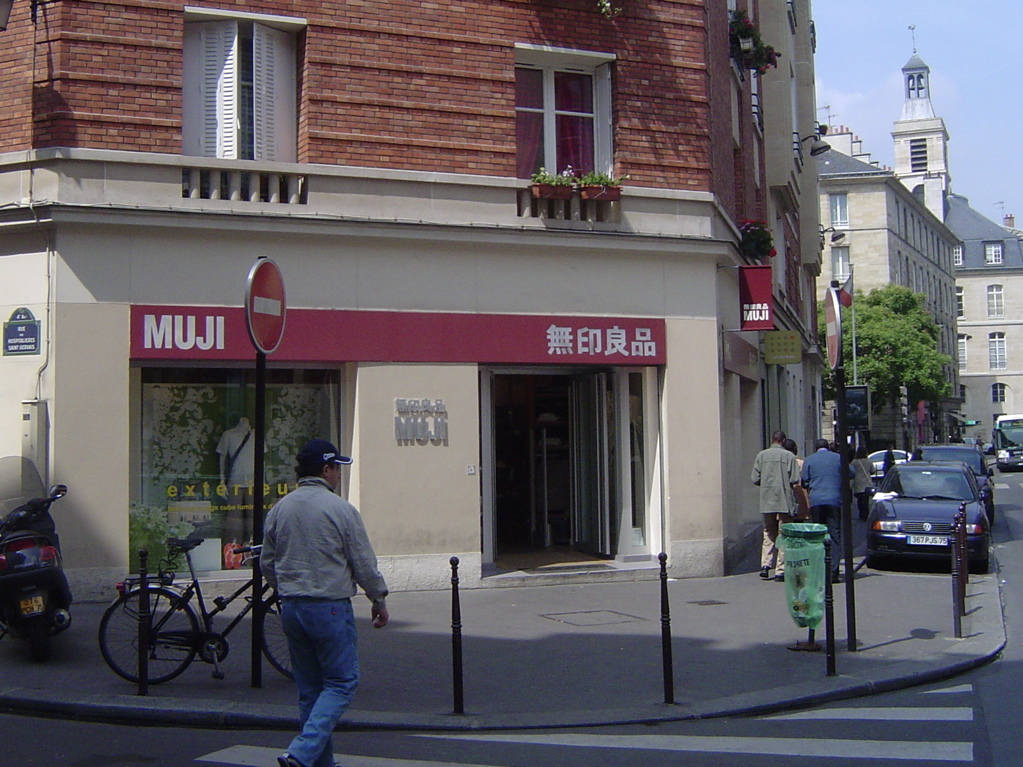
Magasin Muji à Paris
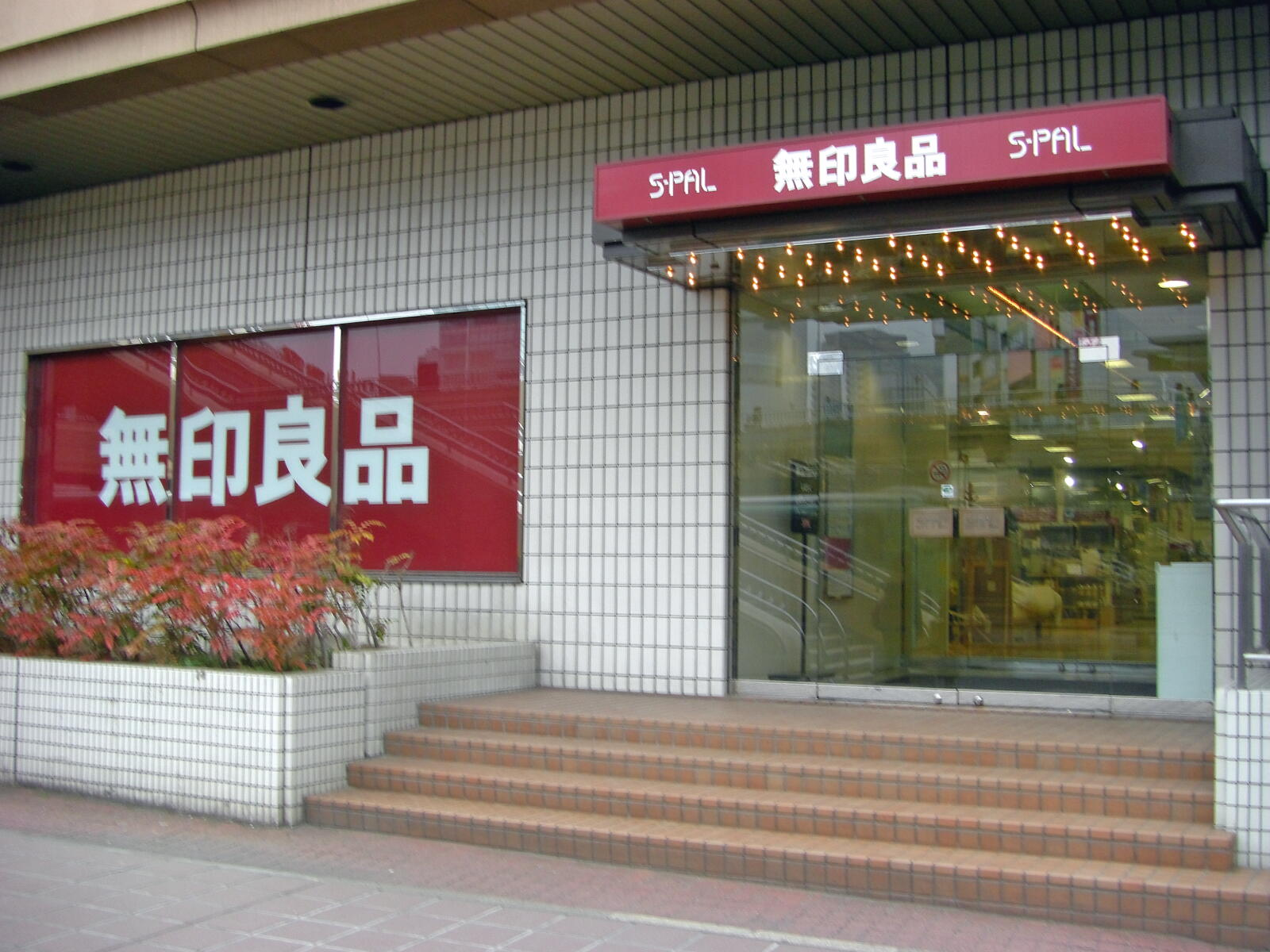
Magasin Muji à Sendai
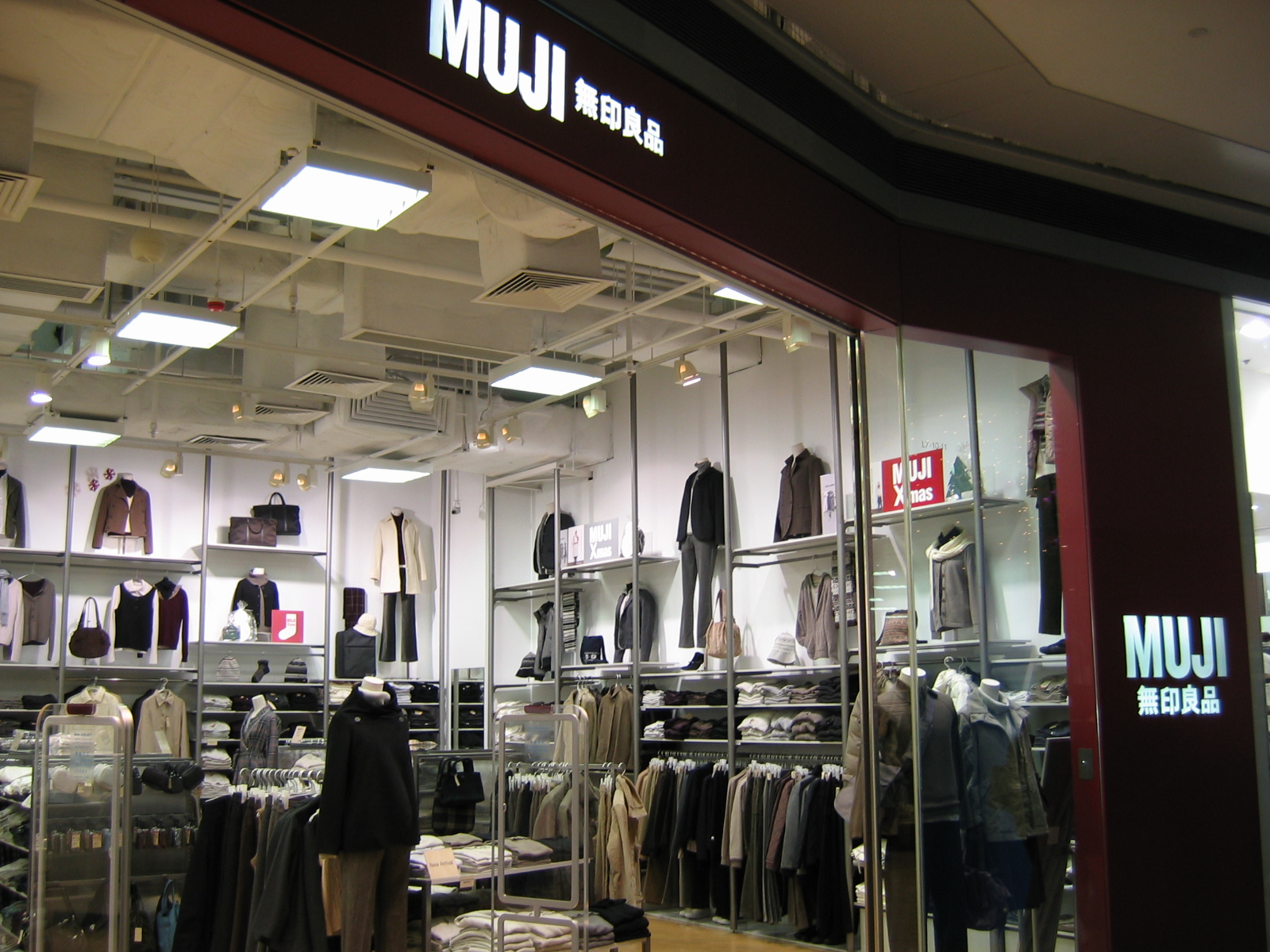
Magasin Muji à Hong Kong